# Copa Mundial de Clubes de la FIFA 2017
La Copa Mundial de Clubes de la FIFA 2017 (conocida oficialmente como FIFA Club World Cup UAE 2017 presentada por Alibaba Cloud por motivos de patrocinio) fue la decimocuarta edición del torneo de fútbol más importante a nivel de clubes del mundo.
El evento se disputó en Emiratos Árabes Unidos por los campeones de las distintas confederaciones, más el campeón del país organizador.
Es la tercera ocasión en la que esta competición se disputa en los Emiratos Árabes Unidos, ya que anteriormente este país había albergado las ediciones 2009 y 2010.
En ella debutaron por primera vez el Al-Jazira Sporting Club, como equipo representante del país anfitrión, el Grêmio Foot-Ball Porto Alegrense brasileño y el Wydad Athletic Club marroquí. Por contra, el Auckland City Football Club sumó su novena participación; es el conjunto que más ocasiones ha disputado la competición desde su creación.
El Real Madrid Club de Fútbol era el campeón defensor y, tras clasificarse para el torneo como los ganadores de la Liga de Campeones de la UEFA 2016-17, se convirtieron en el primer campeón defensor que se clasificaba para el siguiente torneo y el primero en retener el título tras vencer al Grêmio Foot-Ball Porto Alegrense. El título, el tercero del club, le convirtió en el club más laureado de la competición junto al Fútbol Club Barcelona.
Los clubes europeos han ganado 9 de las últimas 10 ediciones del torneo, las últimas 5 de manera consecutiva.

## Sede
El proceso de aplicación para las sedes de 2017 y 2018 comenzó en febrero de 2014. Tras las declaraciones de interés de las asociaciones miembro interesadas en organizar el torneo del 30 de marzo y presentar el conjunto completo de documentos de licitación el 25 de agosto, el Comité Ejecutivo de FIFA hubo de seleccionar en el comité ejecutivo del 19 y 20 de marzo de 2015 la sede vencedora entre las siguientes aplicantes:
- Brasil
- India[8]
- Japón
- EAU

Los Emiratos Árabes Unidos fueron oficialmente anunciados como sede de los torneos de 2017 y 2018 el 21 de marzo de 2015.
Los estadios en donde se disputó el torneo fueron el Estadio Jeque Zayed localizado en Abu Dabi y el Estadio Hazza bin Zayed en Al Ain.
| Abu Dabi                                             | Abu Dabi Al Ain | Al Ain                                             |
| ---------------------------------------------------- | --------------- | -------------------------------------------------- |
| Estadio Jeque Zayed                                  | Abu Dabi Al Ain | Estadio Hazza bin Zayed                            |
| 24°24′57.92″N 54°27′12.93″E / 24.4160889, 54.4535917 | Abu Dabi Al Ain | 24°14′44.14″N 55°42′59.7″E / 24.2455944, 55.716583 |
| Capacidad: 49 500                                    | Abu Dabi Al Ain | Capacidad: 25 000                                  |
|                                                      | Abu Dabi Al Ain |                                                    |

## Clubes clasificados
Los equipos participantes acceden a la competición como campeones de las respectivas y máximas competiciones continentales de cada confederación a lo largo del año 2017. En el caso del equipo anfitrión, accede como campeón de su liga doméstica. En cursiva, los equipos debutantes en la competición.
| Confederación                             | Equipo             | Vía de clasificación                                     |
| ----------------------------------------- | ------------------ | -------------------------------------------------------- |
| Europa                                    | Real Madrid        | Campeón de la Liga de Campeones de la UEFA (2016-17)     |
| América del Sur                           | Grêmio             | Campeón de la Copa CONMEBOL Libertadores (2017)          |
| Norte, Centroamérica y Caribe             | Pachuca            | Campeón de la Liga de Campeones de la Concacaf (2016-17) |
| Asia                                      | Urawa Red Diamonds | Campeón de la Liga de Campeones de la AFC (2017)         |
| África                                    | Wydad Casablanca   | Campeón de la Liga de Campeones de la CAF (2017)         |
| Oceanía                                   | Auckland City      | Campeón de la Liga de Campeones de la OFC (2017)         |
| País Organizador (Emiratos Árabes Unidos) | Al-Jazira          | Campeón de la Liga Árabe del Golfo (2016-17)             |

## Árbitros
Los árbitros designados fueron los siguientes:
| AFC - Ravshan Irmatov - Abdukhamidullo Rasulov (asistente) - Jakhongir Saidov (asistente) - Abdulrahman Al-Jassim (VAR) Concacaf - César Arturo Ramos - Marvin Torrentera (asistente) - Miguel Ángel Hernández (asistente) - Mark Geiger (VAR) Conmebol - Sandro Ricci - Emerson de Carvalho (asistente) - Marcelo van Gasse (asistente) - Andrés Cunha (VAR) - Wilton Sampaio (VAR) - Mauro Vigliano (VAR) CAF - Malang Diedhiou - Djibril Camara (asistente) - El Hadji Malick Samba (asistente) OFC - Matthew Conger - Simon Lount (asistente) - Tevita Makasini (asistente) UEFA - Felix Brych - Mark Borsch (asistente) - Stefan Lupp (asistente) - Artur Soares Dias (VAR) - Clément Turpin (VAR) - Felix Zwayer (VAR) |

## Calendario y resultados

### Cuadro de desarrollo
|  | Primera ronda            | Primera ronda            |                            |                 | Segunda ronda             | Segunda ronda             |               |               | Semifinales | Semifinales |  |  | Final                      | Final                      |
|  | 6 de diciembre – Al Ain  |                          |                            |                 |                           |                           |               |               |             |             |  |  |                            |                            |
|  | Al-Jazira                | 1                        |                            |                 | 9 de diciembre – Abu Dabi | 9 de diciembre – Abu Dabi |               |               |             |             |  |  |                            |                            |
|  | Al-Jazira                | 1                        |                            |                 | 9 de diciembre – Abu Dabi | 9 de diciembre – Abu Dabi |               |               |             |             |  |  |                            |                            |
|  | Auckland City            | 0                        |                            |                 | Al-Jazira                 | 1                         |               |               |             |             |  |  |                            |                            |
|  | Auckland City            | 0                        | 13 de diciembre – Abu Dabi |                 | Al-Jazira                 | 1                         |               |               |             |             |  |  |                            |                            |
|  |                          |                          |                            |                 | Urawa Red Diamonds        | 0                         |               |               |             |             |  |  |                            |                            |
|  | Al-Jazira                | 1                        |                            |                 | Urawa Red Diamonds        | 0                         |               |               |             |             |  |  |                            |                            |
|  | Al-Jazira                | 1                        |                            |                 |                           |                           |               |               |             |             |  |  |                            |                            |
|  |                          |                          | Real Madrid                | 2               |                           |                           |               |               |             |             |  |  |                            |                            |
|  |                          |                          | Real Madrid                | 2               |                           |                           |               |               |             |             |  |  |                            |                            |
|  |                          |                          | 16 de diciembre – Abu Dabi |                 |                           |                           |               |               |             |             |  |  |                            |                            |
|  |                          |                          |                            |                 |                           |                           |               |               |             |             |  |  |                            |                            |
|  | Real Madrid              | 1                        |                            |                 |                           |                           |               |               |             |             |  |  |                            |                            |
|  | Real Madrid              | 1                        | 9 de diciembre – Abu Dabi  |                 |                           |                           |               |               |             |             |  |  |                            |                            |
|  |                          | Grêmio                   | 0                          |                 |                           |                           |               |               |             |             |  |  |                            |                            |
|  |                          |                          | 0                          | Pachuca (t. s.) | 1                         |                           |               |               |             |             |  |  |                            |                            |
|  | 12 de diciembre – Al Ain |                          |                            | Pachuca (t. s.) | 1                         |                           |               |               |             |             |  |  |                            |                            |
|  |                          | Wydad Casablanca         | 0                          |                 |                           |                           |               |               |             |             |  |  |                            |                            |
|  | Grêmio (t. s.)           | Wydad Casablanca         | 0                          | 1               |                           |                           |               |               |             |             |  |  |                            |                            |
|  | Grêmio (t. s.)           | Quinto puesto            | Quinto puesto              | 1               |                           |                           | Tercer puesto | Tercer puesto |             |             |  |  |                            |                            |
|  |                          | Quinto puesto            | Quinto puesto              |                 | Pachuca                   | 0                         | Tercer puesto | Tercer puesto |             |             |  |  |                            |                            |
|  | Wydad Casablanca         | 2                        | Al-Jazira                  | 1               | Pachuca                   | 0                         |               |               |             |             |  |  |                            |                            |
|  | Wydad Casablanca         | 2                        | Al-Jazira                  | 1               |                           |                           |               |               |             |             |  |  |                            |                            |
|  | Urawa Red Diamonds       | 3                        | Pachuca                    | 4               |                           |                           |               |               |             |             |  |  |                            |                            |
|  | Urawa Red Diamonds       | 3                        | Pachuca                    | 4               |                           |                           |               |               |             |             |  |  |                            |                            |
|  | 12 de diciembre – Al Ain | 12 de diciembre – Al Ain |                            |                 |                           |                           |               |               |             |             |  |  | 16 de diciembre – Abu Dabi | 16 de diciembre – Abu Dabi |

Notas:
- Los horarios corresponden a la hora local de Emiratos Árabes Unidos (UTC+4).[13]

### Primera ronda
| 6 de diciembre de 2017 | Al-Jazira     | 1:0 (1:0) | Auckland City | Estadio Hazza bin Zayed, Al Ain                                               |                                                                               |
| 21:00                  | Romarinho 38' | Reporte   |               | Asistencia: 4246 espectadores Árbitro(s): Malang Diedhiou VAR: Clément Turpin | Asistencia: 4246 espectadores Árbitro(s): Malang Diedhiou VAR: Clément Turpin |

### Segunda ronda
| 9 de diciembre de 2017 | Pachuca     | 1:0 (0:0, 0:0) (t. s.) | Wydad Casablanca | Estadio Jeque Zayed, Abu Dabi                                                |                                                                              |
| 17:00                  | Guzmán 112' | Reporte                |                  | Asistencia: 12 488 espectadores Árbitro(s): Ravshan Irmatov VAR: Mark Geiger | Asistencia: 12 488 espectadores Árbitro(s): Ravshan Irmatov VAR: Mark Geiger |

| 9 de diciembre de 2017 | Al-Jazira    | 1:0 (0:0) | Urawa Red Diamonds | Estadio Jeque Zayed, Abu Dabi                                                      |                                                                                    |
| 21:00                  | Mabkhout 52' | Reporte   |                    | Asistencia: 15 593 espectadores Árbitro(s): César Arturo Ramos VAR: Mauro Vigliano | Asistencia: 15 593 espectadores Árbitro(s): César Arturo Ramos VAR: Mauro Vigliano |

### Quinto lugar
| 12 de diciembre de 2017 | Wydad Casablanca                     | 2:3 (1:2) | Urawa Red Diamonds                | Estadio Hazza bin Zayed, Al Ain                                                 |                                                                                 |
| 18:00                   | Haddad 21' · El Hajhouj 90+4' (pen.) | Reporte   | Maurício 18', 60' · Kashiwagi 26' | Asistencia: 4281 espectadores Árbitro(s): Matthew Conger VAR: Artur Soares Dias | Asistencia: 4281 espectadores Árbitro(s): Matthew Conger VAR: Artur Soares Dias |

### Semifinales
| 12 de diciembre de 2017 | Grêmio      | 1:0 (0:0, 0:0) (t. s.) | Pachuca | Estadio Hazza bin Zayed, Al Ain                                         |                                                                         |
| 21:00                   | Everton 95' | Reporte                |         | Asistencia: 6428 espectadores Árbitro(s): Felix Brych VAR: Felix Zwayer | Asistencia: 6428 espectadores Árbitro(s): Felix Brych VAR: Felix Zwayer |

| 13 de diciembre de 2017 | Al-Jazira     | 1:2 (1:0) | Real Madrid            | Estadio Jeque Zayed, Abu Dabi                                                   |                                                                                 |
| 21:00                   | Romarinho 41' | Reporte   | Ronaldo 53' · Bale 81' | Asistencia: 36 650 espectadores Árbitro(s): Sandro Ricci VAR: Artur Soares Dias | Asistencia: 36 650 espectadores Árbitro(s): Sandro Ricci VAR: Artur Soares Dias |

### Tercer lugar
| 16 de diciembre de 2017 | Al-Jazira   | 1:4 (0:1) | Pachuca                                                          | Estadio Jeque Zayed, Abu Dabi                                                   |                                                                                 |
| 18:00                   | Mubarak 57' | Reporte   | Urretaviscaya 37' · Jara 60' · De la Rosa 79' · Sagal 84' (pen.) | Asistencia: 11 785 espectadores Árbitro(s): Malang Diedhiou VAR: Clément Turpin | Asistencia: 11 785 espectadores Árbitro(s): Malang Diedhiou VAR: Clément Turpin |

## Final
Para más detalle véase Final (2017)
| 1     | POR   | Keylor Navas      |     |
| 2     | DEF   | Dani Carvajal     |     |
| 5     | DEF   | Raphaël Varane    |     |
| 4     | DEF   | Sergio Ramos      |     |
| 12    | DEF   | Marcelo Vieira    |     |
| 14    | MED   | Carlos Casemiro   |     |
| 19    | MED   | Luka Modrić       |     |
| 8     | MED   | Toni Kroos        |     |
| 22    | MED   | Isco Alarcón      | 73' |
| 9     | DEL   | Karim Benzema     | 79' |
| 7     | DEL   | Cristiano Ronaldo |     |
| D. T. | D. T. | Zinedine Zidane   |     |

| 1     | POR   | Marcelo Grohe       |     |
| 2     | DEF   | Edílson Mendes      |     |
| 3     | DEF   | Pedro Geromel       |     |
| 4     | DEF   | Walter Kannemann    |     |
| 12    | DEF   | Bruno Cortês        |     |
| 25    | MED   | Jaílson Marques     |     |
| 5     | MED   | Michel Ferreira     | 84' |
| 17    | MED   | Ramiro Moschen      | 71' |
| 7     | MED   | Luan Vieira         |     |
| 21    | MED   | Fernandinho Pereira |     |
| 18    | DEL   | Lucas Barrios       | 63' |
| D. T. | D. T. | Renato Gaúcho       |     |

| 17 | MED | Lucas Vázquez | 73' |
| 11 | DEL | Gareth Bale   | 79' |

| 9  | DEL | Jael    | 63' |
| 11 | DEL | Everton | 71' |
| 8  | MED | Maicon  | 84' |

| 53' | Cristiano Ronaldo | 1 - 0 |

| 27' | Carlos Casemiro |

| Principal  | César Ramos       |
| Asistentes | Marvin Torrentera |
|            | Miguel Hernández  |
| Cuarto     | Ravshan Irmatov   |

| VAR            | Felix Zwayer     |
| Asistentes VAR | Mark Geiger      |
|                | Jakhongir Saidov |

| 1     | POR   | Keylor Navas      |     |
| 2     | DEF   | Dani Carvajal     |     |
| 5     | DEF   | Raphaël Varane    |     |
| 4     | DEF   | Sergio Ramos      |     |
| 12    | DEF   | Marcelo Vieira    |     |
| 14    | MED   | Carlos Casemiro   |     |
| 19    | MED   | Luka Modrić       |     |
| 8     | MED   | Toni Kroos        |     |
| 22    | MED   | Isco Alarcón      | 73' |
| 9     | DEL   | Karim Benzema     | 79' |
| 7     | DEL   | Cristiano Ronaldo |     |
| D. T. | D. T. | Zinedine Zidane   |     |

| 1     | POR   | Marcelo Grohe       |     |
| 2     | DEF   | Edílson Mendes      |     |
| 3     | DEF   | Pedro Geromel       |     |
| 4     | DEF   | Walter Kannemann    |     |
| 12    | DEF   | Bruno Cortês        |     |
| 25    | MED   | Jaílson Marques     |     |
| 5     | MED   | Michel Ferreira     | 84' |
| 17    | MED   | Ramiro Moschen      | 71' |
| 7     | MED   | Luan Vieira         |     |
| 21    | MED   | Fernandinho Pereira |     |
| 18    | DEL   | Lucas Barrios       | 63' |
| D. T. | D. T. | Renato Gaúcho       |     |

| 17 | MED | Lucas Vázquez | 73' |
| 11 | DEL | Gareth Bale   | 79' |

| 9  | DEL | Jael    | 63' |
| 11 | DEL | Everton | 71' |
| 8  | MED | Maicon  | 84' |

| 53' | Cristiano Ronaldo | 1 - 0 |

| 27' | Carlos Casemiro |

| Principal  | César Ramos       |
| Asistentes | Marvin Torrentera |
|            | Miguel Hernández  |
| Cuarto     | Ravshan Irmatov   |

| VAR            | Felix Zwayer     |
| Asistentes VAR | Mark Geiger      |
|                | Jakhongir Saidov |

| 1     | POR   | Keylor Navas      |     |
| 2     | DEF   | Dani Carvajal     |     |
| 5     | DEF   | Raphaël Varane    |     |
| 4     | DEF   | Sergio Ramos      |     |
| 12    | DEF   | Marcelo Vieira    |     |
| 14    | MED   | Carlos Casemiro   |     |
| 19    | MED   | Luka Modrić       |     |
| 8     | MED   | Toni Kroos        |     |
| 22    | MED   | Isco Alarcón      | 73' |
| 9     | DEL   | Karim Benzema     | 79' |
| 7     | DEL   | Cristiano Ronaldo |     |
| D. T. | D. T. | Zinedine Zidane   |     |

| 1     | POR   | Marcelo Grohe       |     |
| 2     | DEF   | Edílson Mendes      |     |
| 3     | DEF   | Pedro Geromel       |     |
| 4     | DEF   | Walter Kannemann    |     |
| 12    | DEF   | Bruno Cortês        |     |
| 25    | MED   | Jaílson Marques     |     |
| 5     | MED   | Michel Ferreira     | 84' |
| 17    | MED   | Ramiro Moschen      | 71' |
| 7     | MED   | Luan Vieira         |     |
| 21    | MED   | Fernandinho Pereira |     |
| 18    | DEL   | Lucas Barrios       | 63' |
| D. T. | D. T. | Renato Gaúcho       |     |

| 17 | MED | Lucas Vázquez | 73' |
| 11 | DEL | Gareth Bale   | 79' |

| 9  | DEL | Jael    | 63' |
| 11 | DEL | Everton | 71' |
| 8  | MED | Maicon  | 84' |

| 53' | Cristiano Ronaldo | 1 - 0 |

| 27' | Carlos Casemiro |

| Principal  | César Ramos       |
| Asistentes | Marvin Torrentera |
|            | Miguel Hernández  |
| Cuarto     | Ravshan Irmatov   |

| VAR            | Felix Zwayer     |
| Asistentes VAR | Mark Geiger      |
|                | Jakhongir Saidov |

| 1     | POR   | Keylor Navas      |     |
| 2     | DEF   | Dani Carvajal     |     |
| 5     | DEF   | Raphaël Varane    |     |
| 4     | DEF   | Sergio Ramos      |     |
| 12    | DEF   | Marcelo Vieira    |     |
| 14    | MED   | Carlos Casemiro   |     |
| 19    | MED   | Luka Modrić       |     |
| 8     | MED   | Toni Kroos        |     |
| 22    | MED   | Isco Alarcón      | 73' |
| 9     | DEL   | Karim Benzema     | 79' |
| 7     | DEL   | Cristiano Ronaldo |     |
| D. T. | D. T. | Zinedine Zidane   |     |

| 1     | POR   | Marcelo Grohe       |     |
| 2     | DEF   | Edílson Mendes      |     |
| 3     | DEF   | Pedro Geromel       |     |
| 4     | DEF   | Walter Kannemann    |     |
| 12    | DEF   | Bruno Cortês        |     |
| 25    | MED   | Jaílson Marques     |     |
| 5     | MED   | Michel Ferreira     | 84' |
| 17    | MED   | Ramiro Moschen      | 71' |
| 7     | MED   | Luan Vieira         |     |
| 21    | MED   | Fernandinho Pereira |     |
| 18    | DEL   | Lucas Barrios       | 63' |
| D. T. | D. T. | Renato Gaúcho       |     |

| 17 | MED | Lucas Vázquez | 73' |
| 11 | DEL | Gareth Bale   | 79' |

| 9  | DEL | Jael    | 63' |
| 11 | DEL | Everton | 71' |
| 8  | MED | Maicon  | 84' |

| 53' | Cristiano Ronaldo | 1 - 0 |

| 27' | Carlos Casemiro |

| Principal  | César Ramos       |
| Asistentes | Marvin Torrentera |
|            | Miguel Hernández  |
| Cuarto     | Ravshan Irmatov   |

| VAR            | Felix Zwayer     |
| Asistentes VAR | Mark Geiger      |
|                | Jakhongir Saidov |

|                                                                     |
| Bandera de España                                                   |
| Campeón Real Madrid C. F.                                           |
| 3.er título 6º título mundial considerando la Copa Intercontinental |

## Estadísticas

### Tabla de rendimiento
En negrita el equipo campeón.
| Pos | Club               | Puntos | PJ | PG | PE | PP | GF | GC | Dif. | Rend. |
| --- | ------------------ | ------ | -- | -- | -- | -- | -- | -- | ---- | ----- |
| 1   | Real Madrid        | 6      | 2  | 2  | 0  | 0  | 3  | 1  | +2   | 100%  |
| 2   | Grêmio             | 3      | 2  | 1  | 0  | 1  | 1  | 1  | 0    | 50%   |
| 3   | Pachuca            | 6      | 3  | 2  | 0  | 1  | 5  | 2  | +3   | 67%   |
| 4   | Al-Jazira          | 6      | 4  | 2  | 0  | 2  | 4  | 6  | -2   | 50%   |
| 5   | Urawa Red Diamonds | 3      | 2  | 1  | 0  | 1  | 3  | 3  | 0    | 50%   |
| 6   | Wydad Casablanca   | 0      | 2  | 0  | 0  | 2  | 2  | 4  | -2   | 0%    |
| 7   | Auckland City      | 0      | 1  | 0  | 0  | 1  | 0  | 1  | -1   | 0%    |

Actualizado al 16 de diciembre de 2017.

### Tabla de goleadores
Al goleador le corresponde la Bota de oro del campeonato, al segundo goleador la Bota de plata y al tercero la Bota de bronce.
| Jugador                       | Equipo             | Anotado | Minutos jugados |
| ----------------------------- | ------------------ | ------- | --------------- |
| Maurício Antônio              | Urawa Red Diamonds | 2       | 90'             |
| Cristiano Ronaldo             | Real Madrid        | 2       | 180'            |
| Romarinho                     | Al-Jazira          | 2       | 360'            |
| Roberto de la Rosa            | Pachuca            | 1       | 12'             |
| Gareth Bale                   | Real Madrid        | 1       | 19'             |
| Everton Soares                | Grêmio             | 1       | 68'             |
| Reda El Hajhouj               | Wydad Casablanca   | 1       | 121'            |
| Khalfan Mubarak               | Al-Jazira          | 1       | 136'            |
| Ismail Haddad                 | Wydad Casablanca   | 1       | 145'            |
| Ángelo Sagal                  | Pachuca            | 1       | 167'            |
| Yōsuke Kashiwagi              | Urawa Red Diamonds | 1       | 180'            |
| Víctor Guzmán                 | Pachuca            | 1       | 226'            |
| Franco Jara                   | Pachuca            | 1       | 230'            |
| Jonathan Urretaviscaya        | Pachuca            | 1       | 311'            |
| Ali Mabkhout                  | Al-Jazira          | 1       | 360'            |
| Actualizado a fin del torneo. |                    |         |                 |

### Premio Fair Play
El premio Fair Play de la FIFA se lo otorga al equipo participante que haya logrado el juego más limpio en el campeonato.
| Equipo            |
| Real Madrid C. F. |
| ----------------- |

### Premio Alibaba Cloud
El premio Alibaba Cloud es entregado al mejor jugador de la final.
| Jugador     | Equipo            |
| Luka Modrić | Real Madrid C. F. |
| ----------- | ----------------- |

### Balones de Oro, Plata y Bronce Adidas
El Balón de Oro Adidas es un reconocimiento entregado por la firma alemana de indumentaria patrocinante del Mundial de Clubes, para el mejor jugador de la final. Asimismo, también son entregados los Balones de Plata y Bronce para los considerados segundo y tercero mejores jugadores de la final, respectivamente.
| Jugador                | Equipo            |
| ---------------------- | ----------------- |
| Luka Modrić            | Real Madrid C. F. |
| Cristiano Ronaldo      | Real Madrid C. F. |
| Jonathan Urretaviscaya | C. F. Pachuca     |

## Televisión
La final se emitió en España por La 1; obtuvo un promedio de 3,8 millones de espectadores y un 30,3% de cuota de pantalla. Rede Globo emitió el partido en Brasil; obtuvo 45 puntos de audiencia en Porto Alegre, 20 puntos y 44% de cuota en San Pablo y 19 puntos y 42% de cuota en Río de Janeiro.